# 9 to 5 (노래)
〈9 to 5〉는 돌리 파튼의 노래로, 스물 세 번째 정규 앨범 《9 to 5 and Odd Jobs》의 수록곡이자 1980년 동명 영화의 주제곡이다. 빌보드 핫 100 1위(연간 9위)를 한 곡이며, 미국 음반 산업 협회(RIAA) 인증 플래티넘 등급을 받은 곡이다.